# 穆雷角

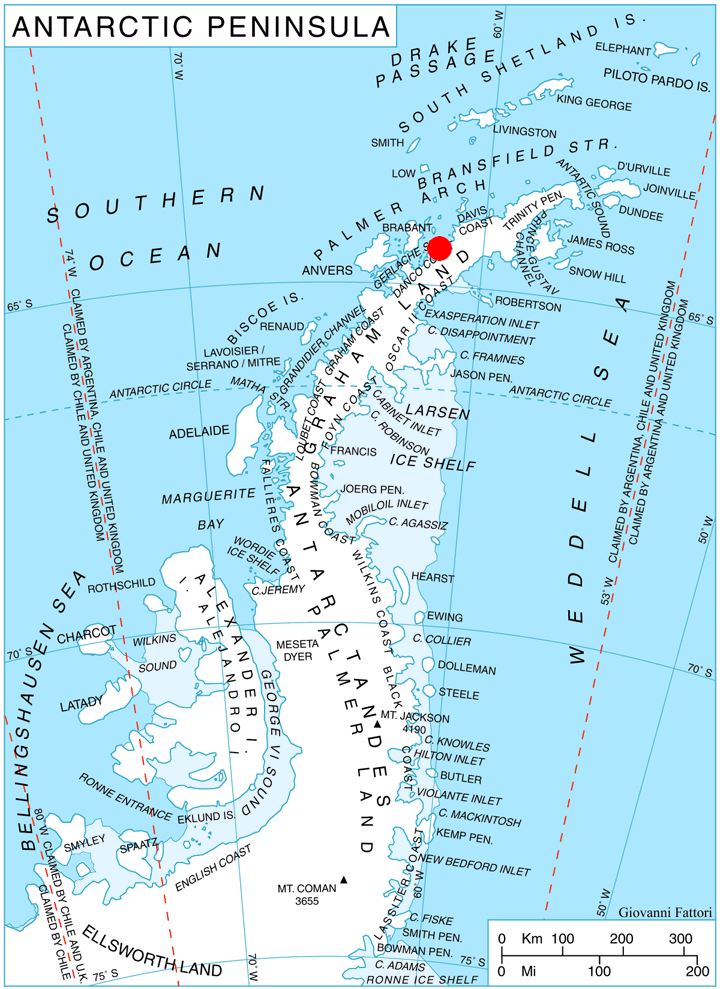

穆雷角是南極洲的海岬，位於葛拉漢地，處於穆雷島西端，把東北面的休斯灣和南面的夏洛特灣分隔，首次由亞得里安·傑拉許帶領的比利時探險隊繪入地圖。
64°21′22″S 61°36′55″W / 64.35611°S 61.61528°W

## 外部連結
- SCAR Composite Gazetteer of Antarctica（页面存档备份，存于）.